# Aïn Boudinar
Ain Boudinar là một đô thị thuộc tỉnh Mostaganem, Algérie. Dân số thời điểm năm 2002 là 5.241 người.